# ピラミッド峰
ピラミッド峰（ピラミッドほう）は、北海道の河西郡中札内村と日高郡新ひだか町の2町村にまたがる標高1,853mの山である。

## 概要
カムイエクウチカウシ山の東隣に位置し、「ピラミッド」のような四角錐の鋭鋒が特徴的で、国土地理院の地形図には記載されていないが多くの登山者を惹きつける。
カムイエクウチカウシ山とはメインルートの八ノ沢を登ると着く標高1700mコルを挟んで対峙するほか、カムイエクウチカウシ山を望める絶好のポイントであるため訪れる人は少なくない。コルからは1時間もかからないが、ハイマツに覆われているため藪漕ぎをする必要がある。山頂には小さな看板が設置されており、そこには「勇者の証」と書かれている。